# Chelonus missai
Chelonus missai är en stekelart som beskrevs av Braet 1999. Chelonus missai ingår i släktet Chelonus och familjen bracksteklar. Inga underarter finns listade i Catalogue of Life.